# Rhamphomyia antennata
Rhamphomyia antennata är en tvåvingeart som beskrevs av Frey 1915. Rhamphomyia antennata ingår i släktet Rhamphomyia och familjen dansflugor. Inga underarter finns listade i Catalogue of Life.